# هيئة تنظيم مياه الشرب والصرف الصحي الأساسي
هيئة تنظيم مياه الشرب والصرف الصحي الأساسي (بالإسبانية: Comisión de Regulación de Agua Potable y Saneamiento Básico) هي وكالة تنظيمية تابعة لحكومة كولومبيا مسؤولة عن تنظيم إمدادات المياه والصرف الصحي في كولومبيا، بما في ذلك خدمات توزيع المياه الصالحة للشرب والمياه والصرف الصحي وإدارة النفايات. تتمثل مهمتها في توفير والحفاظ على الظروف اللازمة لتوفير الخدمات الصحية من خلال تنظيم المنظمات والهيئات التي تقدم هذه الخدمات، سواء كانت عامة أو خاصة، وتشمل واجباتها وضع معايير لمنح الإعانات للمستخدمين ذوي الدخل المنخفض واستخدام طرق مختلفة لحساب معدلات التثبيت. تم إنشاؤه عام 1994، وهي مسؤولة حاليًا عن وزارة الإسكان والمدينة والإقليم.